# Keizō Obuchi
Keizō Obuchi (født 25. juni 1937, død 14. maj 2000) var premierminister i Japan fra 1998 til 2000.
1. ↑  Navnet er anført på engelsk og stammer fra Wikidata hvor navnet endnu ikke findes på dansk.
2. ↑  Navnet er anført på engelsk og stammer fra Wikidata hvor navnet endnu ikke findes på dansk.
3. ↑  Navnet er anført på engelsk og stammer fra Wikidata hvor navnet endnu ikke findes på dansk.
4. ↑  Navnet er anført på traditionelt kinesisk og stammer fra Wikidata hvor navnet endnu ikke findes på dansk.
5. ↑  Navnet er anført på japansk og stammer fra Wikidata hvor navnet endnu ikke findes på dansk.
6. ↑  Navnet er anført på traditionelt kinesisk og stammer fra Wikidata hvor navnet endnu ikke findes på dansk.